# Chaetodon larvatus
El pez mariposa encapuchado (denominación científica: Chaetodon larvatus) es una especie de pez mariposa del género Chaetodon. 
A diferencia de las muchas especies con las que comparte el género, ésta no posee la franja oscura cruzando sus ojos. Además, este pez tiene una majestuosa capa de escamas negras en el cuerpo trasero, blanco brillante en la mitad del cuerpo y amarillo en la cabeza y boca. Alcanza hasta 12 cm de longitud.
Se ha avistado mucho en las costas y playas del oeste del Océano Índico, aunque se sospecha de su presencia en el Mar Rojo y el Golfo de Adén. Habitando en los arrecifes costeros de alrededor de 15 metros de profundidad; se alimenta usualmente de los pólipos de los corales. Son peces muy territoriales y emparejados.
- Datos: Q2376000
- Multimedia: Chaetodon larvatus / Q2376000